# Mury miejskie w Norymberdze
Mury miejskie w Norymberdze – ciąg murów miejskich wraz z budowlami o charakterze obronnym (w tym bramami i basztami), otaczający obszar całej Norymbergi. Norymberga posiada dwa pierścienie murów obronnych. Ostatnie mury pochodzą z około 1400 r. i mają około 5 km długości. Są to jedne z najlepiej zachowanych średniowiecznych murów obronnych w Europie.